# 似恆河寬箬鰨
似恆河寬箬鰨為輻鰭魚綱鰈形目鰨亞目鰨科的其中一種，為熱帶魚類，分布於亞洲印尼至泰國淡水、半鹹水域，體長可達20公分，棲息在河川下游、河口區底層水域，生活習性不明，可做為食用魚。

## 扩展阅读
維基物種上的相關：似恆河寬箬鰨